# Novi Bileari
Novi Bileari (în ucraineană Нові Білярі) este o așezare de tip urban din raionul Odesa, regiunea Odesa, Ucraina.

## Demografie
Componența lingvistică a așezării de tip urban Novi Bileari
     Ucraineană (71,94%)
     Rusă (26,5%)
     Alte limbi (1,56%)
Conform recensământului din 2001, majoritatea populației așezării de tip urban Novi Bileari era vorbitoare de ucraineană (71,94%), existând în minoritate și vorbitori de rusă (26,5%).